# ラクトバチルス属
ラクトバチルス属（Lactobacillus、ラクトバシラス）は、グラム陽性の通性嫌気性または微好気性、桿菌、非芽胞形成性の真正細菌の属である。ラクトバチルス属は、糖を乳酸に代謝する乳酸菌群の大部分を占めている。ヒトでは、ラクトバチルス属細菌は多数の身体部位における微生物叢の重要な構成要素である。ヨーロッパ系の女性では、ラクトバチルス属は通常、膣内微生物の主要な細菌である。

## 代謝
多くのラクトバチルス属は、いくつかの種は糖から乳酸のみを産生するホモ乳酸発酵を用い、いくつかの種は糖からアルコールまたは乳酸のいずれかを産生することができるヘテロ乳酸発酵を用いる。ラクトバチルス属は、呼吸鎖の完全な欠如にもかかわらず、酸素耐性である。この酸素耐性はマンガン依存性であり、ラクトバチルス・プランタルム (Lactobacillus plantarum) において研究、説明されている。この属の多くの種は、増殖のために鉄を必要とせず、極めて高い過酸化水素耐性を有する。

## ゲノム
ラクトバチルス属のゲノムの大きさは1.2-3.3 Mb（メガ塩基対）と大きなばらつきがある。したがって、タンパク質をコードする遺伝子の数は1100個から3200個まで幅がある。ラクトバチルス属は、ゲノムのコード領域に豊富な複合マイクロサテライトを含み、不完全で多様なモチーフを有する。

## 分類
ラクトバチルス属は、現在180種以上の種を含み、多様な種を包含する。ラクトバチルス属は多系統群であり、Pediococcus属はL. casei群を分け、L. acidophilus、L. salivariusおよびL. reuteriは3つの異なる亜種の代表である。Paralactobacillus属はL. salivarius群に属する。近年、ラクトバチルス属の他の種（以前は乳酸桿菌のロイコノストック（Leuconostoc）分枝として知られていた）が、Atopobium、Carnobacterium、Weissella、OenococcusおよびLeuconostocに再分類されている。より最近になって、Pediococcus種P. dextrinicusは、ラクトバチルス属の種として再分類されている。代謝に基づけば、ラクトバチルス種は3つの群に分けることができる：
- 偏性嫌気性ホモ発酵（I群）
  - L. acidophilus、L. delbrueckii、L. helveticus、L. salivarius、を含む。
- 通性嫌気性ヘテロ発酵性（II群）
  - L. casei、L. curvatus、L. plantarum、L. sakei、を含む。
- 偏性嫌気性ヘテロ発酵性（III群）
  - L. brevis、L. buchneri、L. fermentum、L. reuteri、を含む。

## 人間の健康

### 膣管
女性の生殖管はヒトの微生物の主要なコロニー形成部位の1つであり、これらの細菌の組成とヒトの健康と関係があり、単一の種による支配が一般的な健康および妊娠における良好な結果と相関している。女性の約70%において、ラクトバチルス属が優勢であるが、これはヨーロッパ起源のアメリカ人女性とアフリカ起源の女性の間で変化することが判明しており、後者のグループはより多様な膣内微生物を有する傾向がある。ベルギーとタンザニアの女性の比較でも同様の違いが確認されている。

### 他の病原体との相互作用
ラクトバチルス属は、in vitroおよびin vivoで真菌病原体カンジダ・アルビカンスの増殖および有害細菌を阻害する過酸化水素を産生する。抗生物質治療後、特定のカンジダ種は、腸管など細菌が共生する身体部位でのラクトバチルス属の再増殖を抑制することができる。

### プロバイオティクス
単一のプロバイオティクスとして投与されたラクトバチルス属は、過敏性腸症候群またはクローン病の人々には有益ではない。他のプロバイオティクスと組み合わせて投与すると、過敏性腸症候群の患者に役立つかもしれないが、少数の症例では副作用が生じる可能性があり、最も効果的なプロバイオティクスの種類や効果の大きさに不確定性が残る。ラクトバチルス属とビフィズス菌のプロバイオティクスは、回腸嚢炎および胆管炎の臨床症状を軽減することができる。L.アシドフィルスは、壊死性腸炎および他の新生児感染症を予防するために使用される。ラクトバチルス属は、マウスの発育早期における抗生物質への曝露の長期的な副作用に対抗しうることが最近示されている。

### 口腔衛生
いくつかのラクトバチルス種は、う蝕の症例と関連している。乳酸は歯を腐食する可能性があり、唾液中のラクトバチルス属細菌数は長年にわたり「う蝕検査」として使用されてきた。ラクトバチルス属は特徴的に既存のう蝕病変、特に冠状う蝕病変を進行させる。最近の研究では、プロバイオティクスで有益な乳酸桿菌が歯の部位に生息することを可能にし、歯のう蝕を誘発するレンサ球菌の病原体の付着を妨げることを示しているので、問題は複雑である。口腔衛生（口腔細菌学）に関連したラクトバチルス属の科学的研究は新しい分野であり、ほんのわずかの研究と結果しか発表されていない。

## 食糧生産
いくつかのラクトバチルス属は、ヨーグルト、チーズ、ザワークラウト、ピクルス、ビール、サイダー、キムチ、ココア、ケフィアおよび他の発酵食品および動物飼料の製造における発酵を利用している産業においてスターター培養菌として使用されている。ラクトバチルス種の抗菌および抗真菌活性は、これらの微生物を阻害するバクテリオシンおよび乳酸などの低分子化合物の産生に依存する。サワードウのパンは自然に粉の中に存在する微生物を利用するか、水と小麦の培地中で生育する酵母とラクトバチルス属の共生培養物である「スターター」を使用することで自発的に行われる。微生物は糖を乳酸に代謝し、生育環境のpHを下げ、ヨーグルト、ザワークラウトなどの「酸味」を作り出す。多くの伝統的な漬物製法では、野菜が塩水に沈められ、耐塩性のラクトバチルス属が野菜に含まれる天然の糖を利用する。得られる塩と乳酸の混合物は、真菌のような他の微生物にとって敵対的な環境であり、このようにして野菜は長期にわたって食品として保持される。ラクトバチルス、特にL. カゼイおよびL. ブレビスは、最も一般的なビール腐敗菌である。しかし、ラクトバチルスはBelgian lambicsビールやAmerican wild aleビールなどのサワービールの製造に欠かせないものであり、ビールに味わいを与える。